# Episodi di Unstable (seconda stagione)
La seconda stagione della serie televisiva Unstable, composta da 8 episodi, è stata interamente pubblicata sul servizio di video on demand Netflix il 1º agosto 2024 in tutti i territori in cui il servizio è disponibile.
| Nº | Titolo originale | Titolo italiano                | Pubblicazione Germania | Pubblicazione Italia |
| -- | ---------------- | ------------------------------ | ---------------------- | -------------------- |
| 1  | Shanked          | Possono comunque accoltellarmi | 1º agosto 2024         | 1º agosto 2024       |
| 2  | Winning Time     | L'ora della vittoria           | 1º agosto 2024         | 1º agosto 2024       |
| 3  | Retreat          | Evento aziendale               | 1º agosto 2024         | 1º agosto 2024       |
| 4  | Mindhunter       | Leggere nella mente            | 1º agosto 2024         | 1º agosto 2024       |
| 5  | MOCAP Man        | L'omino del MOCAP              | 1º agosto 2024         | 1º agosto 2024       |
| 6  | Dragon Slayer    | Ammazza-Dragon                 | 1º agosto 2024         | 1º agosto 2024       |
| 7  | Ron Tabasco      | Ron Tabasco                    | 1º agosto 2024         | 1º agosto 2024       |
| 8  | Ellis U          | Ellis U                        | 1º agosto 2024         | 1º agosto 2024       |